# Ludwig Beissner
Ludwig Beissner (6. června 1843 Ludwigslust – 21. prosince 1927) byl německý zahradník a dendrolog.

## Život a kariéra
Beissner byl v letech 1887 až 1913 inspektorem Bonnské botanické zahrady. Vytvořil základy jejího arboreta.

## Dílo
- Handbuch der Nadelholzkunde, 1891
- Handbuch der Laubholzkunde